# Giovanni Manildo
Giovanni Manildo (Conegliano, 22 luglio 1969) è un politico italiano, sindaco di Treviso dal 2013 al 2018.

## Biografia
Laureato in giurisprudenza presso l'Università degli Studi di Padova, è avvocato presso il foro di Treviso. È sposato con tre figli.
Politicamente ispirato alla sinistra cattolica, ed ex scout nelle file della FSE, in seguito alle elezioni amministrative del 2008 entra in consiglio comunale a Treviso nella lista del PD.
Diventato segretario cittadino del PD di Treviso nel 2009, dopo aver vinto le primarie del centrosinistra nell'ottobre 2012 è candidato sindaco alle elezioni amministrative del 2013, in una coalizione formata da PD, Sel, e da tre liste civiche. Il 10 giugno sconfigge al ballottaggio il candidato della Lega Nord, l'ex sindaco Giancarlo Gentilini, con il 55,5% dei voti. Durante il suo mandato di sindaco, promuove la pedonalizzazione di alcune piazze e la realizzazione di una pista ciclabile; Treviso inoltre ospita la 90ª Adunata nazionale degli alpini.
Ricandidatosi nel 2018, è sconfitto al primo turno dal candidato di centro-destra Mario Conte e resta per sei mesi consigliere comunale di opposizione.
Il 9 luglio 2025 viene indicato come candidato alla Presidenza della Regione Veneto, per le elezioni regionali dell'autunno seguente, dal PD unitariamente al Movimento 5 Stelle, Alleanza Verdi e Sinistra, + Europa, PSI e ad altre sigle di centro-sinistra.